# Dyschoriste pilifera
Dyschoriste pilifera är en akantusväxtart som beskrevs av Hutchinson. Dyschoriste pilifera ingår i släktet Dyschoriste och familjen akantusväxter. Inga underarter finns listade i Catalogue of Life.